# Henning Wind
Henning Nørgaard Wind (ur. 19 stycznia 1937) – duński żeglarz sportowy. Brązowy medalista olimpijski z Tokio.
Zawody w 1964 były jego pierwszymi igrzyskami olimpijskimi, był chorążym reprezentacji Danii podczas ceremonii otwarcia. Po medal sięgnął w klasie Finn. Cztery lata później, w Meksyku, zajął osiemnaste miejsce. W 1968 został mistrzem świata w tej konkurencji.